# Trachycephalus coriaceus
Espèce
Synonymes
- Hyla coriacea Peters, 1867
- Hyla quadrangulum Boulenger, 1882
- Phrynohyas coriacea (Peters, 1867)

Statut de conservation UICN

 LC  : Préoccupation mineure
Trachycephalus coriaceus est une espèce d'amphibiens de la famille des Hylidae. Sa peau est nue, parfois ornée de motifs très élaborée et aux couleurs vives et parfois très sobrement teinte et adaptée aux tonalités de l'environnement. Cette peau toujours humide serait la proie des mycoses et infections diverses si elle n'était couverte d'une substance qui joue un rôle protecteur quasi antibiotique.

## Description

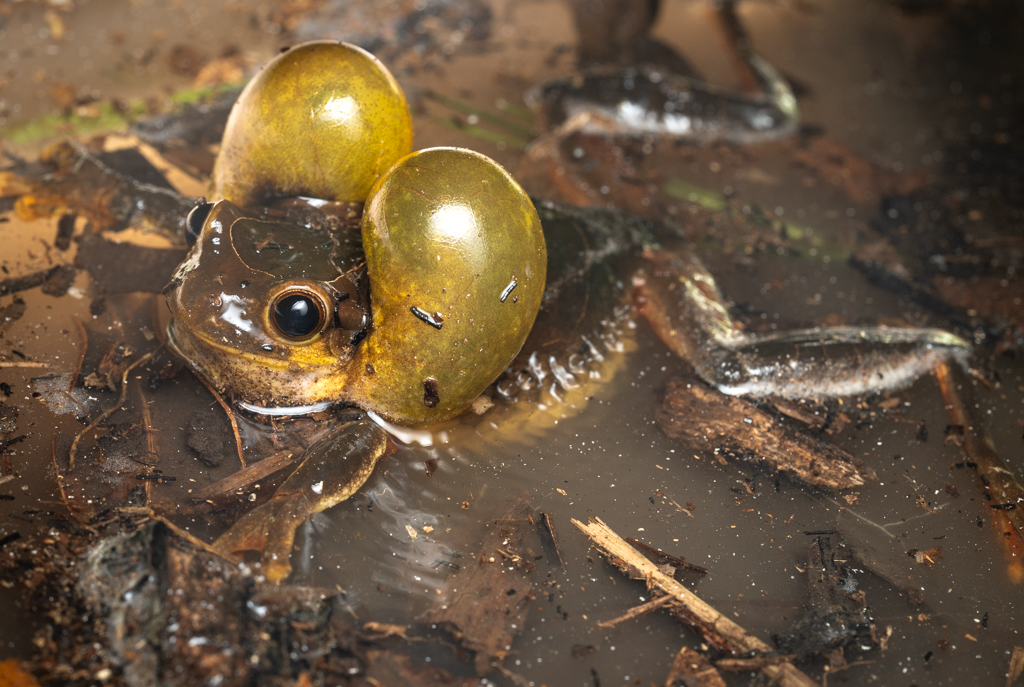
Mâle de Trachycephalus coriaceus chantant dans une mare.

Il s'agit d'une rainette de grande taille, mesurant entre 6 et 7 cm de long. La coloration dorsale est brune, marquée de bandes plus claires. Les yeux et les disques digitaux sont jaunes, tandis que la palmure des pattes est rouge.  les flancs sont marqués d'un motif réticulé noir. Cette espèces possèdent d'importants sac vocaux latéraux lui permettant d'émettre un chant très puissant. 

## Répartition
Cette espèce se rencontre dans la forêt amazonienne: au Suriname, au Guyana, en Guyane, en Colombie, au Brésil, en Bolivie, au Pérou et en Équateur.

## Biologie

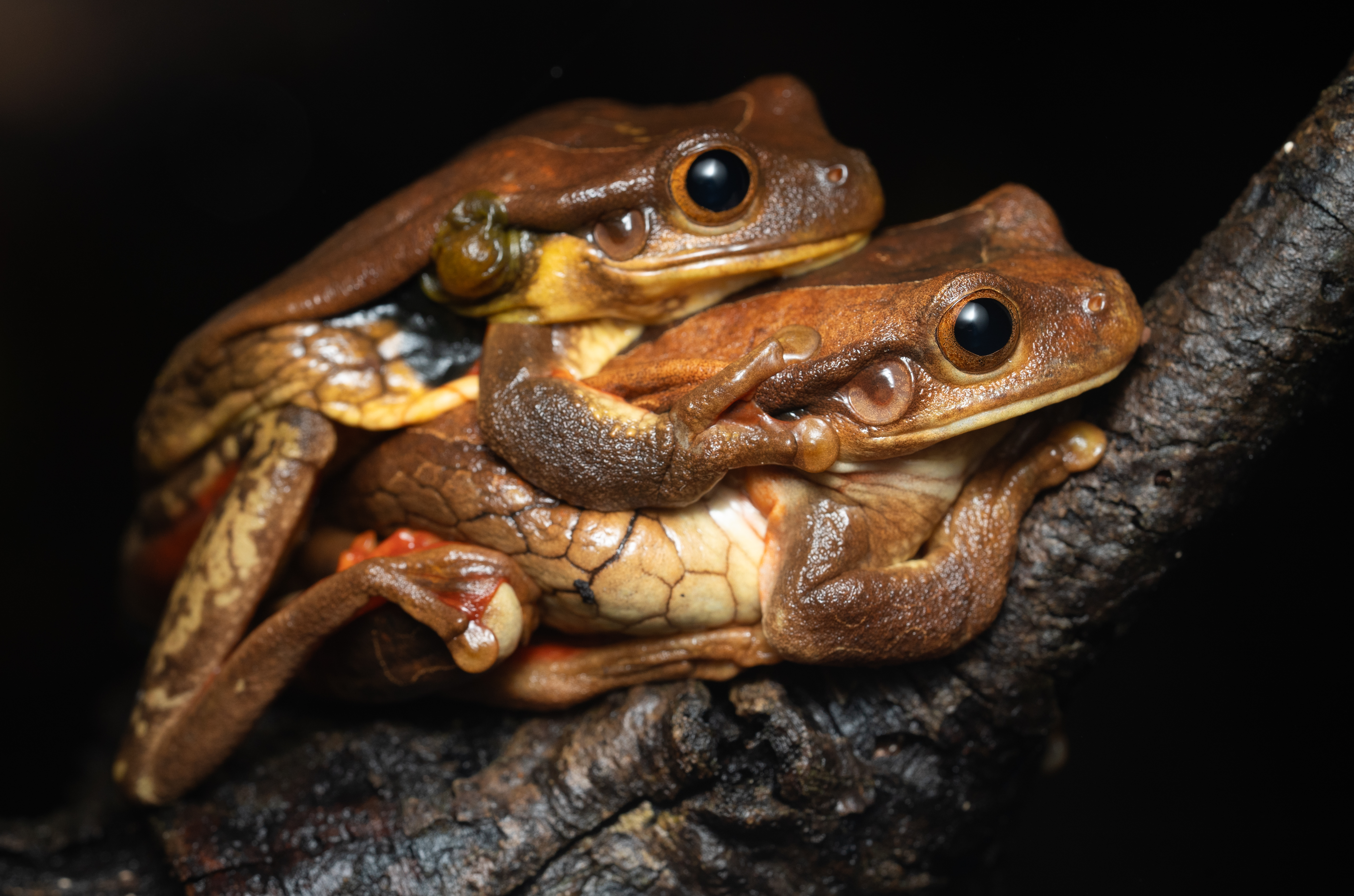
Amplexus de Trachycephalus coriaceus.

En Guyane, cette espèce est connue pour être caractéristique des reproductions explosives. En début de saison des pluies, des dizaines, voire centaines d'individus se rassemblent autour des mares temporaires, pour se reproduire lors d'une unique nuit. En dehors de cette période, cette grenouille est quasiment indétectable, et habite vraisemblablement la canopée de la forêt tropicale. 

## Publication originale
- Peters, 1867 : Über Fledertheire (Pteropus Gouldii, Rhinolophus Deckenii, Vespertilio lobipes, Vesperugo Temminckii) und Amphibien (Hypsilurus Godeffroyi, Lygosoma scutatum, Stenostoma narisostre, Onychocephalus unguirostris, Ahaetulla polylepis, Pseudechis scutellatus, Hoplobatrachus Reinhardtii, Hyla coriacea). Monatsberichte der Königlich preussischen Akademie der Wissenschaften zu Berlin, vol. 1867, p. 13-37 (texte intégral).